# Гуго II (граф Шалона)
Гуго II де Шалон (фр. Hugues II de Chalon; ок. 1022 — 1079) — граф Шалона с ок. 1065, сын Тибо де Семюр, графа Шалона, и Ирментруды.

## Биография
После смерти отца около 1065 года Гуго унаследовал графство Шалон. Правил он недолго и о его правлении известно не очень много. Он отменил пожертвование отца, который передал Дигуэн аббатству Парэ-ле-Мониаль в Шароле, отдав его в приданое своей сестре Ирменгарде, которая вышла замуж за Гумберта I, сеньора де Бурбон-Ланси. Только в 1083 году, когда Ирменгарда овдовела, аббатство получило Дигуэн обратно.
В 1073 году в Шалоне прошел еще один церковный собор. В 1078 году Гуго отправился в паломничество в Сен-Жак де Компостелл, но на обратном пути умер в ноябре или начале декабря 1079 года. Вдова Гуго Констанция вскоре вышла замуж за короля Кастилии и Леона Альфонсо VI.
Поскольку Гуго II не оставил детей, то права на Шалон предъявили сыновья его сестер (сын Аделаиды Ги де Тьер и сын Ирменгарды Гумберт II де Бурбон-Ланси), а также двоюродный брат, Жоффруа II де Донзи. Регентшей до разрешения спора стала единственная оставшаяся в живых сестра Гуго - Аделаида. Гумберт в итоге отказался от графства, а Жоффруа и Ги договорились, что графство останется неделимым, а они оба будут носить титул графа де Шалон.

## Брак
Жена: Констанция Бургундская (ок. 1045 — 1093), дочь Роберта I Старого, герцога Бургундии. Детей не было.